# Hendrick van Balen
Hendrick van Balen (Anversa, 1575 – Anversa, 17 luglio 1632) è stato un pittore fiammingo.

## Biografia

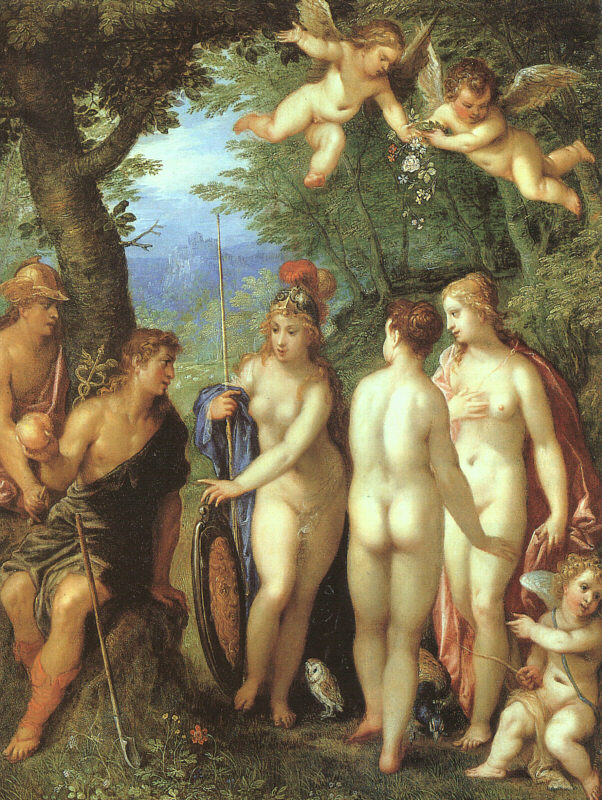
Il giuramento di Paride

Nel 1605 sposò Margriet Briers (o 'de Brier') ed ebbero tredici figli tre dei quali, Jan, Hendrick il Giovane e Gaspard divennero pittori.
Secondo il van Mander, Hendrick gli fu maestro d'arte il pittore Adam van Noort.
Divenuto Maestro egli stesso nel 1592, tra il 1609 e il 1610 ricoprì il ruolo di decano della Gilda dei Pittori. 
Si recò in seguito a Roma per studiare l'arte classica e, al suo ritorno ad Anversa, entrò nella Confrerie des Romanistes di cui, nel 1613, diventò il decano.
Gli si attribuiscono almeno ventisei allievi, dei quali due sono da annoverarsi tra i grandi della pittura fiamminga: Antoon van Dyck e Frans Snyders. Fu inoltre contemporaneo di Jan Brueghel il Vecchio, Pieter Brueghel il Giovane e di Peter Paul Rubens.
Collaborò spesso con altri artisti di spicco, tra i quali Brughel il Vecchio, che dipingeva gli sfondi su cui Balen apponeva le figure umane.
Ebbe a disegnare dei cartoni per vetrate e per incisioni, ma in genere dipinse su legno e su rame opere, spesso di piccole dimensioni, di soggetti biblici e mitologici.
Verso la fine della sua carriera pare subisse egli stesso l'influenza dell'allievo van Dyck, come appare nei suoi quadri nella chiesa di San Giacomo di Anversa, luogo dov'è oltretutto sepolto. 
Molte sue opere sono conservate nelle maggiori gallerie d'Europa.

## Opere
- Pan che insegue Siringa, post-1615, Londra, National Gallery[1].